# رابرت استفن فورد
رابرت استفن فورد (انگلیسی: Robert Stephen Ford؛ زادهٔ ۱۹۵۸ (۶۶–۶۷ سال)) یک دیپلمات بازنشسته اهل ایالات متحده آمریکا است که در سال‌های ۲۰۰۶ تا ۲۰۰۸ به عنوان سفیر ایالات متحده در الجزایر و از سال ۲۰۱۰ تا سال ۲۰۱۴ به عنوان سفیر ایالات متحده در سوریه خدمت کرده‌است.

## زندگی شخصی و تحصیلات
فورد اصالتاً از دنور در کلرادو است، اما اخیراً وی یکی از ساکنان مریلند بوده‌است.
علاوه بر انگلیسی، رابرت فورد به زبانهای آلمانی، ترکی، فرانسوی و عربی نیز صحبت می‌کند. یک مشاور ارشد دولت ائتلافی موقت در عراق یک بار از فورد به عنوان «یکی از بهترین عرب گراها در وزارت امور خارجه» توصیف کرد.
فورد با آلیسون بارکلی، یک دیپلمات دیگر ازدواج کرده‌است.

## حرفه

### حرفه پیشین
به عنوان یک عضو خدمات خارجی ایالات متحده، فورد در سال ۱۹۸۵ وارد خدمت شده و در ازمیر، قاهره، الجزیره و یائونده بوده‌است.
فورد از سال ۲۰۰۱ تا ۲۰۰۴ به عنوان معاون رئیس هیئت اعزامی در بحرین خدمت کرده‌است و همچنین از سال ۲۰۰۴ تا ۲۰۰۶، سمت مشاور سیاسی سفارت ایالات متحده در بغداد عهده‌دار بوده‌است.

### الجزایر
در تاریخ ۱۳ آوریل سال ۲۰۰۶، رئیس‌جمهور ایالات متحده جورج دبلیو بوش، فورد را برای سمت سفیر ایالات متحده در الجزایر نامزد کرد. نامزدی وی در ۲۴ آوریل به مجلس سنای ایالات متحده فرستاده شد و در ۲۷ مه مورد تأیید قرار گرفت. فورد در ۱۱ اوت سوگند یاد کرد و تا ۲۶ ژوئن ۲۰۰۸ در الجزایر خدمت کرد.

### سوریه
در سال ۲۰۱۰، رئیس‌جمهور باراک اوباما، فورد را برای پنج سال به عنوان اولین سفیر ایالات متحده در سوریه نامزد کرد. در دسامبر ۲۰۱۰، پس از اینکه مجلس سنای ایالات متحده موفق نشد که روی موضوع نامزدی وی کار کند، اوباما نیز از امکان انتصاب در تعطیلات استفاده کرد تا موقعیت فورد را تضمین کند. پس از آن، مجلس سنا فورد را به اتفاق آرا در ۳ اکتبر، ۲۰۱۱ تأیید کرد. در نتیجه، فورد دیگر تحت انتصاب در تعطیلات خدمت نمی‌کرد بنابراین او می‌توانست این موقعیت را تا زمانی که ریاست جمهوری اوباما در ژانویه ۲۰۱۷ به پایان می‌رسد، حفظ کند.
در ۲۴ اکتبر سال ۲۰۱۱، فورد از سوریه به دلیل آنچه وزارت امور خارجه ایالات متحده آنرا «تهدید موثق» به امنیت وی می‌خواند، به آمریکا فرا خوانده شد. فورد خشم سوریهای طرفدار اسد را به دلیل پشتیبانی قوی اش از قیام سوریه برانگیخته بود. به گفته مقامات آمریکایی، فورد توسط نیروهای مسلح طرفدار دولت مورد حمله قرار بود و تلویزیون دولتی سوریه شروع به انتشار گزارش‌هایی کرده بود و او را بخاطر تشکیل جوخه‌های مرگ شبیه به جوخه‌های مرگ در عراق، سرزنش کرده بود. این وضعیت منجر به این نگرانی شد که ممکن است حامیان دولت سوریه برای کشتن او تلاش کنند.

### بازنشستگی؛ جایگزینی
در اوت ۲۰۱۳، نیویورک تایمز گزارش کرد پس از اینکه مشخص شد سفیر وقت ایالات متحده در مصر آن پترسون نامزد سمت دستیار وزیر خارجه در امور خاور نزدیک شده و رئیس اداره خاور نزدیک وزارت امور خارجه ایالات متحده آمریکا]] که به مسائل خاورمیانه رسیدگی می‌کند خواهد شد، وزیر امور خارجه آمریکا جان کری توصیه کرده بود که فورد به عنوان سفیر بعدی آمریکا در مصر خدمت کند.
در ۴ فوریه، ۲۰۱۴، مقامات وزارت امور خارجه ایالات متحده گفتند که فورد باز نشست می‌شود و وی در ۲۸ فوریه خروج خود به عنوان سفیر را اعلام کرد.
در ۱۴ مارس ۲۰۱۴ وزارت خارجه ایالات متحده انتصاب دانیل روبنشتاین به عنوان فرستاده ویژه ایالات متحده برای سوریه را اعلام کرد.
در سال‌های ۲۰۱۴ و ۲۰۱۵، فورد گفت که او "دیگر نمی‌تواند“ از سیاست دولت اوباما در مورد سوریه «دفاع» کند، او ادعا کرد که اگر دولت شورشیان میانه رو را مسلح کند، گروه القاعده «دیگر قادر به رقابت» نمی‌باشد. او بعدها این نظرات و انتقادات خود را نسبت به گروه‌های شورشی بخاطر همکاری با گروه‌های جهادی پس گرفت.

### عملکرد در سوریه
او از حمات، جایی که توسط معترضان مورد تشویق قرار گرفت، دیدن کرد. او از یک گور دسته جمعی در جسرالشغور دیدن کرد. او با حسن عبدالعظیم ملاقات نمود، و با تخم مرغ و گوجه فرنگی توسط حامیان دولت سوریه مورد حمله قرار گرفت. طی مصاحبه‌ای با شبکه تلویزیون دولتی روسیه به نام راشا تودی، افسر سابق اطلاعاتی سیا مایکل شوور ادعا کرد که قبل از عزل فورد او به سراسر کشور سفر می‌کرد و گروه‌ها را برای سرنگونی دولت تشویق می‌کرد.

## افتخارات
فورد چندین جایزه از وزارت خارجه دریافت کرده‌است. از جمله:
- جایزه دان جیمز کلمنت برای برتری در کار برجسته در سطح متوسط در امور خارجه در سال ۲۰۰۵
- سه جایزه افتخار برتر
- دو جایزه شایستگی افتخار
- در سال ۲۰۱۲، فورد جایزه شجاعت توسط بنیاد کتابخانه جان اف کندی را بخاطر کار خود به عنوان سفیر آمریکا در سوریه در میان «تهدیدات مکرر علیه زندگیش» دریافت کرد. کاری که وی در سوریه انجام داد تحت عنوان «سفر به دور سوریه برای تشویق معترضان مسالمت جو که هدف سرکوب وحشیانه اسد» قرار گرفته بود، توصیف شد.[۲۳]